# Oncopsis tangenta
Oncopsis tangenta är en insektsart som beskrevs av Hamilton 1983. Oncopsis tangenta ingår i släktet Oncopsis och familjen dvärgstritar. Inga underarter finns listade i Catalogue of Life.